# Christian Ferdinand Siemens
Christian Ferdinand Siemens (* 31. Juli 1787 in Wasserleben; † 16. Januar 1840 in Menzendorf) war Landwirt und Gutspächter aus der Familie Siemens. Er war der Vater von Werner Siemens, dem Gründer des Weltkonzerns Siemens AG.

## Herkunft
Siemens entstammte dem alten 1384 urkundlich erwähnten Goslarer Stadtgeschlecht Siemens, mit dem Siemenshaus in Goslar als Stammsitz. Die Familie war von Ackerbürgern und angesehenen Handwerksmeistern, die in Goslarer Gilden leitende Stellungen einnahmen, Anfang des 17. Jahrhunderts zu Kaufleuten, Gutspächtern und Bildungsbürgern aufgestiegen und stellte der Reichsstadt vier Bürgermeister. Auch Christian Ferdinands Vater Johann Georg Heinrich Siemens (1735–1805) war Landwirt und Gutspächter (von 1762 bis 1792 des Grote’schen Gutes in Schauen sowie von 1777 bis 1805 auch des Stolberg-Wernigerode’schen Ökonomieamts Wasserleben).

## Leben
Christian Ferdinand war das jüngste von 15 Kindern. Er studierte an der Universität Göttingen einige Semester Landwirtschaft und war ein vielfältig interessierter, hochgebildeter Mann. Er heiratete 1812 Eleonore Deichmann (* 1792 in Lenthe; † 8. Juli 1839 in Menzendorf), Tochter des Ludwig August Deichmann, Amtmann zu Poggenhagen. Aus der Ehe mit Eleonore Deichmann gingen 14 Kinder hervor, von denen zehn das Erwachsenenalter erreichten, darunter die Söhne Werner Siemens (1816–1892), Hans Siemens (1818–1867), Carl Wilhelm Siemens (1823–1883), Friedrich Siemens (1826–1904) und Carl Heinrich Siemens (1829–1906).
Zunächst war Siemens Gutspächter des Oberguts in Lenthe bei Hannover. Betroffen von der Agrarkrise der Jahre 1818 bis 1825 übernahm die Familie 1823 die Domäne Menzendorf, die im Ratzeburger Land liegend zu Mecklenburg-Strelitz gehörte. Doch auch hier traten unerwartete Schicksalsschläge ein. In der dem gehobenen Bildungsbürgertum zuzuordnenden Familie herrschte ein liberal-protestantischer Geist. Die angespannte Finanzlage jedoch erlaubte teilweise keine formale Schulbildung der Kinder. So unterrichtete Christian Ferdinand Siemens zum Beispiel seinen Sohn Werner ab 1823 für ein halbes Jahr selbst. Auch ohne höhere Schulbildung und Studium eigneten sich die Söhne von Christian Ferdinand Siemens ein umfangreiches technisches Wissen an. Werner Siemens gründete 1847 zusammen mit Johann Georg Halske in Berlin die Siemens & Halske AG, in der später viele seiner Brüder leitend mitarbeiteten.
Nach dem Tod der Mutter im Juli 1839 und des Vaters im Januar 1840 musste Werner als ältester Sohn die Vaterstelle für seine vielen jüngeren Geschwister übernehmen.

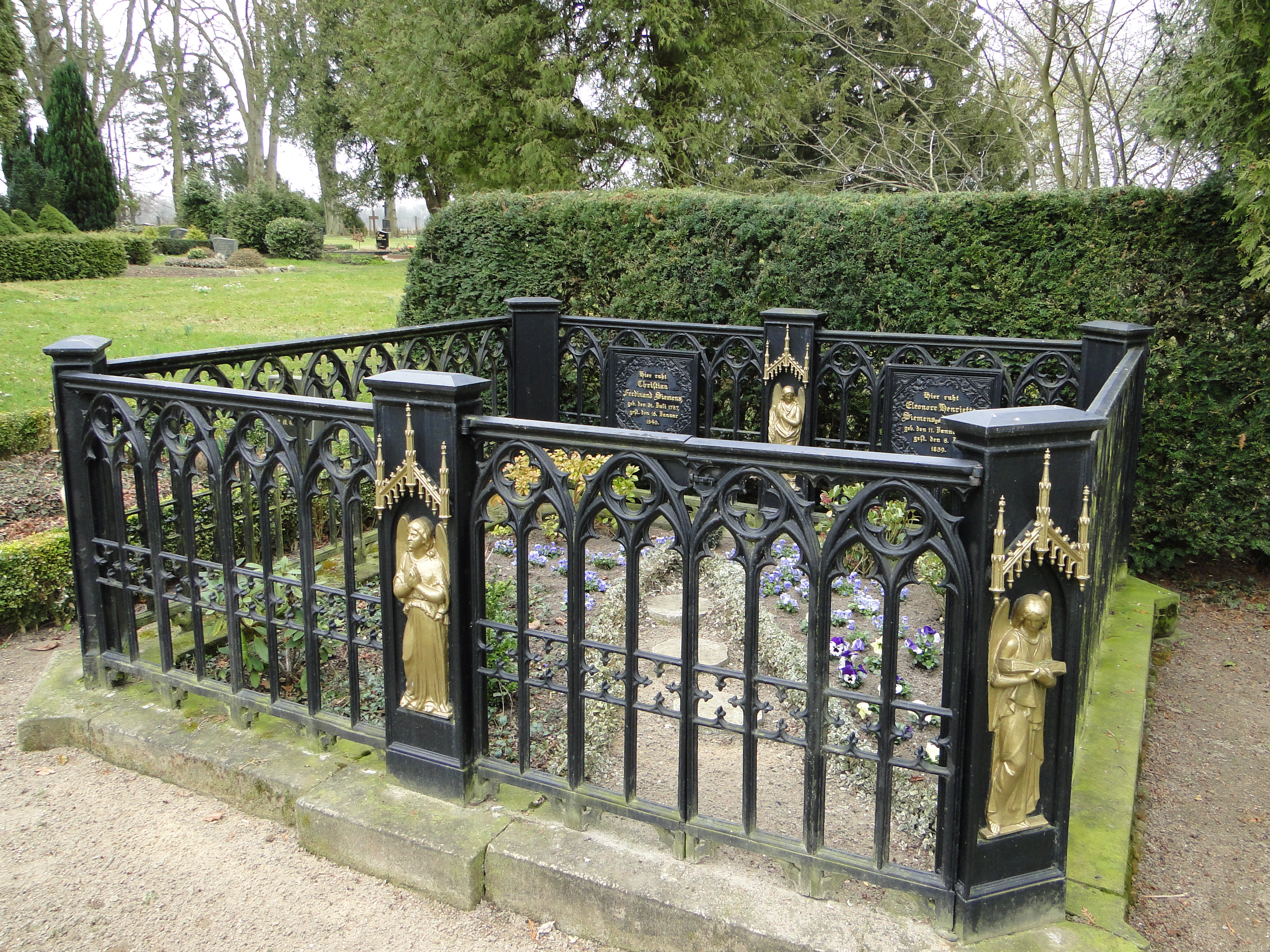
Grabstelle in Lübsee

Das durch ein neugotisches gusseisernes Gitter hervorgehobene Grab von Christian Ferdinand Siemens und seiner Frau befindet sich auf dem Kirchhof der Dorfkirche Lübsee.